# شوی دکتر آز
دکتر آز (به انگلیسی: Dr. OZ) عنوان یک برنامهٔ تلویزیونی است که دکتر محمت آز (مهمت آز) به‌عنوان مجری، دربارهٔ موضوعات پزشکی بدن انسان توضیحاتی داده و به سؤالات حاضرین و بینندگان تلویزیون پاسخ می‌دهد. این برنامه از سال ۱۳۹۳ خورشیدی از شبکهٔ فارسی۱ پخش می‌شود.

وزن دکتر آز قبل از رژیم موفقیت‌آمیز صد و بیست کیلو بود ولی پس از عمل جراحی به کاهش چشم‌گیری رسید به گفته سارا نیوز این مجری موفق هرگز تن به ورزش نداده‌است. شایعات حاکی از اعتیاد وی به مواد مخدر دارد که البته این شایعه هرگز مورد تأیید نبوده‌است این نمایش به وسیله جامعه پزشکی نکوهش شده، بر اساس یک مطالعه ۵۴ درصد از توصیه‌های بهداشتی این برنامه از نظر پزشکی پشتیبانی نمی‌شود.

## جوایز
این برنامهٔ تلویزیونی برندهٔ دو جایزهٔ اِمی برای تولیدات تلویزیونی شده‌است.